# ただいま。
『ただいま。』は、矢野顕子の5枚目のアルバム。1981年5月1日発売。発売元はジャパンレコード（現・徳間ジャパンコミュニケーションズ）。CDはミディ。

## 概要
- 坂本龍一との共同プロデュースのもと、シンセサイザー音を多用したテクノポップ系の音を中心としたアルバム。
- イエロー・マジック・オーケストラのメンバーである坂本、高橋幸宏、細野晴臣（「春咲小紅」のみ）が参加。M-1,2にひばり児童合唱団が参加。M-6は児童詩集に曲をつけた異色作。
- ヒット曲「春咲小紅」を含むアルバムではあるが実験的な作風の曲も目立つアルバムであったため、シングルよりセールスは落ちた。
- アルバム・ジャケットは湯村輝彦の手による。

## 収録曲
1. ただいま
作詞：糸井重里　作曲：矢野顕子
  - JASRACの音楽著作権登録及び歌詞カードでは、アルバムタイトルと異なり、句点（。）はつかない。レコードジャケットの曲目表記には句点がついている。本曲作詞の糸井は、この時期に広告のキャッチコピーに句点を多用していた。
  - 糸井によると、「ただいま」と後述する「春咲小紅」は曲先で作られ、この「ただいま」の曲に「春咲小紅」の詩が乗り、カネボウ化粧品のコマーシャルソングに用いられる可能性があったという[1]。
2. いつか王子様が
作詞・作曲：矢野顕子
  - ジャズのスタンダード・ナンバーの「いつか王子様が」とは別。
3. VET
作詞：矢野顕子・ピーター・バラカン　作曲：矢野顕子
  - 題名の通り、動物の病気と戦う獣医が題材。
4. ASHKENAZY WHO?
作詞・作曲：矢野顕子
  - 「ASHKENAZY」は、ロシア出身のピアニスト、ウラディーミル・アシュケナージ。
5. いらないもん
作詞：矢野顕子・ピーター・バラカン　作曲：大貫妙子
6. たいようのおなら
（作詞：にしづかえみこ ～ おとうさん　作詞：おおたにまさひろ ～ おとうさん　作詞：やなぎますみ ～ ぼくがおとなになったら　作詞：やまかわてつや ～ せんせい　作詞：いいおつた  ～ おかあさんのおひげ　作詞：かしまりこ ～ もし一億円あったら　作詞：かねだけんいち ～ いぬ　作詞：つかだけんじ ～ ぼくはなきみそ　作詞：かっさいしんや）
全作曲：矢野顕子
  - 灰谷健次郎編集による児童詩集『たいようのおなら』に曲をつけ、ピアノで弾き語りをしたもの。
7. I Sing
作詞：矢野顕子　作曲：坂本龍一
8. 春咲小紅
作詞：糸井重里　作曲：矢野顕子
  - 矢野の作品で、最大のヒット曲。
9. ROSE GARDEN
作詞・作曲：矢野顕子
  - 2009年、DVD『akiko LIVE 2008』の付属CDで、ライブバージョンが公開された。